# Lew Solomonowitsch Aronin
Lew Solomonowitsch Aronin (russisch Лев Соломонович Аронин, wiss. Transliteration Lev Solomonovič Aronin; * 20. Juli 1920 in Samara; † 4. Oktober 1982 in Moskau) war ein sowjetischer Schachmeister. Von Beruf war er Meteorologe. Aronin nahm an acht UdSSR-Schachmeisterschaften teil (die zu seiner Zeit die stärksten Turniere der Welt waren) und bekam 1950 vom Weltschachbund FIDE den Titel Internationaler Meister verliehen.

## Frühe Jahre
Aronin wuchs als jüngster von drei Brüdern im damals sowjetischen Samara auf. Sein Bruder Grigori (1913–2007) brachte ihm im Alter von 8 Jahren das Schachspiel bei. Schon schnell erkannte seine Familie das Talent von Lew, wie Grigori Aronin später erzählte.
Er lag auf der Couch in einem anderen Zimmer und rief uns die Züge für jedes Brett zu, und wir machten sie über die Bretter und riefen unsere jeweiligen Züge zurück. Es war erstaunlich. Beide Partien dauerten nicht länger als etwa 30 Züge, was nicht gerade viel ist, wenn man bedenkt, dass sowohl ich als auch Efim ziemlich starke Schachspieler waren.

### Frühe Wettkampfergebnisse
Aronin verlor 1944 eine Partie recht deutlich gegen den erfahrenen Meister Alexander Konstantinopolski, woraufhin er ein Jahr später bei einem Turnier der ersten Kategorie der UdSSR in Gorki den 14. Platz belegte. Anschließend erzielte er 7½/15 im Halbfinale der sowjetischen Meisterschaft in Moskau 1945, wo er den 8. Platz belegte. Bei einem Meisterkandidatenturnier in Kaunas 1946 belegte Aronin mit 11/14 klar den ersten Platz und verlor nur eine Partie. Dies brachte ihm den sowjetischen Meistertitel ein und bedeutete eine große Verbesserung seines Spiels in nur zwei Jahren.

## Sowjetischer Meister
Im Halbfinale der UdSSR-Meisterschaft 1946 in Tiflis belegte Aronin mit 11/17 einen hervorragenden zweiten Platz. Dies brachte ihm eine Qualifikation für sein erstes sowjetischen Finale ein, das in Leningrad stattfand.
Aronin gewann 1947 die Meisterschaft der Moskauer Region (Oblast) mit einem ungeschlagenen Ergebnis von 8½/10. Bei der Moskauer Meisterschaft 1947 belegte er mit 7½/14 den sechsten Platz. Bei der russischen Meisterschaft in Kuibyschew belegte er mit 7½/13 den zweiten Platz, nur hinter Nikolai Nowotelnow.
1947 belegte er beim sowjetischen Qualifikations-Halbfinale in Leningrad zusammen mit Mark Taimanow mit 10½/15 den ersten Platz und qualifizierte sich für sein zweites sowjetisches Finale. Im darauffolgenden Jahr fand die sowjetische Meisterschaft (16. URS-ch) in Moskau statt, bei der Aronin 6/18 Punkte erzielte und somit den 18. Platz erreichte.
Aronin gewann erneut die Meisterschaft der Moskauer Region (Oblast) im Jahr 1948 mit einer ungeschlagenen Punktzahl von 11½/13. Er spielte bei der russischen Meisterschaft in Saratow 1948, wo er mit einem Ergebnis von 8½/15 den 5. Platz belegte.
Für die nächste nationale Meisterschaft musste er sich erneut qualifizieren, überstand aber das Halbfinale in Moskau mit einem guten Ergebnis von 11/16. 1949, wobei er den geteilten 2. Platz belegte, und kam weiter. Das Finale (17. URS-Ch) fand ebenfalls in Moskau statt, und dies markierte Aronins Ankunft auf der Elitestufe, da er starke 10/19 erzielte, was für den geteilten neunten Platz und eine Leistungsbewertung von 2636 laut Historischer Elo-Zahl reichte. Dies war sein erstes Ergebnis auf Großmeisterebene.
Trotz seines guten Abschneidens im Jahr 1949 wurde Aronin nicht von der Qualifikation für das nächste sowjetische Finale befreit. Um sich zu qualifizieren, spielte er das Halbfinale in Gorki 1950 und erzielte dort 10½/15 Punkte, was erneut einen ersten Platz bedeutete Im selben Jahr spielte Aronin auch die russische Meisterschaft in Gorki, wo er mit 7½/12 Platz 2 belegte – nur hinter Raschid Neschmetdinow.
Das Turnier in Moskau 1950 (18. UdSSR-Meisterschaft) markierte den Höhepunkt seiner Karriere, als er mit 11/17 den 2. Platz hinter Schachmeister Paul Keres belegte. Obwohl er im nächsten Jahr nicht ganz so stark war, erzielte Aronin in Moskau 1951 (19. UdSSR-Meisterschaft) mit 9/17 ein Unentschieden für die Plätze 9 und 10.
Um sich für das nächste Finale zu qualifizieren, musste Aronin jedoch ins Halbfinale zurückkehren und qualifizierte sich erfolgreich in Sotschi 1951. Die 20. UdSSR-Meisterschaft fand schließlich in Moskau statt, wo Aronin jedoch schlechter abschnitt als zuvor und nur den 12. Platz erreichte.

## Spätere Turnierergebnisse
Aronins nächste starke Leistung fand bei der sowjetischen Mannschaftsmeisterschaft 1954 in Riga statt. Dort erzielte er 6½/10.
Dann, in Leningrad 1956, war er mit 11½/19, gleichauf mit Abram Chassin, Alexander Tolusch, Konstantin Klaman, und Boris Spassky.
Für das sowjetische Finale 1957 kehrte er ins Halbfinale zurück und qualifizierte sich mit einem guten 14/19 beim Halbfinale in Tiflis. Bei der sowjetischen Meisterschaft 1957 in Moskau (24. UdSSR-Schachmeisterschaft) erzielte Aronin 11/21 Punkte und belegte damit die Platz 10. Bei einem internationalen Turnier in Leningrad später im Jahr 1957 erzielte Aronin 12/19 Punkte, was für einen dritten bis vierten Platz hinter Spassky und Alexander Tolusch und gleichauf mit Taimanow reichte.
Aronin wurde für die sowjetische Mannschaft für die erste europäische Mannschaftsmeisterschaft in Wien 1957 ausgewählt. Hier gewannen die Sowjets Mannschaftsgold und holten in einer absolut dominanten Leistung Einzelgoldmedaillen an jedem der ersten neun Bretter.
Beim Aljechin-Gedächtnisturnier 1959 in Moskau, hatte Aronin ein Minusergebnis von 5/11 und belegte die Plätze 7-9. Bei der Moskauer Meisterschaft 1961 belegte er mit 11/17 Platz 3. Er spielte bei einem internationalen Turnier in Moskau 1961 und wurde Vierter mit 6½/11. Er lag nur hinter den Siegern Jewgeni Wassjukow und Wassili Smyslow und dem Drittplatzierten Friðrik Ólafsson, aber vor mehreren Großmeistern.
Im Jahr 1965 gewann er dann erneut die Moskauer Meisterschaft. Dennoch wurde seine Schachkarriere aufgrund anhaltender gesundheitlicher Probleme schließlich beendet.

## Spielstil
David Bronstein schrieb in seinem Buch The Sorcerer’s Apprentice von 1995, dass er mehrere Partien mit Aronin gespielt hatte und ihn recht gut kannte. Bronsteins erste Begegnung mit Aronin, die mit einem Remis endete, geht auf das Halbfinale der UdSSR-Meisterschaft im Jahr 1945 zurück. Lew Solomonowitsch Aronin erhielt trotz allem nie den Titel eines Großmeisters, den er laut Bronstein zweifellos verdient hätte. Auch wurde sein Name von der Teilnehmerliste des internationalen Turniers 1952 in Stockholm zugunsten eines anderen Spielers, des hochrangigen Mitglieds des Schachverbands der UdSSR Alexander Kotow, gestrichen. In der 22. UdSSR-Meisterschaft von 1955 musste sich Aronin in der letzten Runde gegen Wassili Smyslow durch einen Fehler mit einem Remis begnügen und verpasste die Qualifikation für das Interzonenturnier 1956 um einen halben Punkt.
„Aronins Spielstil erinnert mich an Michail Botwinnik und Semjon Furman, sehr positionell und sicher, aber gelegentlich auch sein kombinatorisches Talent nutzend“ (David Bronstein: The Sorcerer's Apprentice)
So hatte Aronin nie die Chance, außerhalb der Sowjetunion in einem Einzelturnier international zu konkurrieren. Es ist durchaus möglich, dass seine Karriere als Meteorologe in dieser Hinsicht gegen ihn arbeitete. Da mehrere sehr starke russische Spieler, darunter Alexander Aljechin, Efim Bogoljubow und Fedir Bohatyrtschuk nach der Oktoberrevolution 1917 in den Westen gezogen waren, könnte die sowjetische Schachorganisation Aronin davon abgehalten haben, mit seinem wichtigen (und möglicherweise geheimen) wissenschaftlichen Wissen aus der UdSSR zu reisen.
Aronins Stil tendierte dazu, von Natur aus positionell zu sein, wobei die Taktiken eher natürlich aus der Stellung heraus entstanden, als dass sie erzwungen wurden, und er galt als einer der führenden Spezialisten der Königsindischen Verteidigung ab Mitte der 1940er Jahre, als diese Verteidigung sehr populär wurde. Er war ein feiner Theoretiker, der für praktisch jeden, mit dem er sich traf, gefährlich war; während seiner Karriere erzielte er Siege über viele der sowjetischen Spitzenspieler.
Eine der Hauptvarianten in der orthodoxen Königsindischen Verteidigung heißt Aronin-Taimanow-Variante, nach ihm und Großmeister Mark Taimanow benannt.
Die Variation läuft: 1.d4 Sf6 2.c4 g6 3.Sc3 Lg7 4.e4 d6 5.Sf3 0-0 6.Le2 e5 7.0-0 Sc6 8.d5 Se7 9.Se1.
Aronin starb im Alter von 62 Jahren in Moskau am 4. Oktober 1982.